# Itatiaya modesta
Itatiaya modesta är en spindelart som beskrevs av Cândido Firmino de Mello-Leitão 1915. 
Itatiaya modesta ingår i släktet Itatiaya och familjen Ctenidae. Inga underarter finns listade i Catalogue of Life.